# میتسوبیشی ایکس-۲ شین‌شین
میتسوبیشی ایکس-۲ شین‌شین (به انگلیسی: Mitsubishi X-2 Shinshin) با نام سابق ای‌تی‌دی-ایکس (به انگلیسی: ATD-X) یک هواپیمای تجربی، بومی ژاپن برای تحقیق و آزمایش فناوری‌های پیشرفته جنگنده رادارگریز است. این هواپیما توسط وزارت دفاع و مؤسسه تحقیقات و توسعه فنی، برای مقاصد پژوهشی توسعه یافته‌است. پیمانکار اصلی این برنامه صنایع سنگین میتسوبیشی است. این جنگنده که یک هواپیمای اثباتگر فناوری پیشرفته می‌باشد در ژاپن به‌نام شین شین شناخته می‌شود که معنای آن (روح قلب) است. گرچه نام آن تنها یک کد رمز اولیه در نیروی دفاعی ژاپن استو نام رسمی برای استفاده نیست. این پروژه لغو شده‌ و به میتسوبیشی اف-ایکس توسعه یافته‌است.

## مشخصات
مشخصات عمومی
- خدمه: ۱
- طول: ۱۴٫۱۷۴ متر (۴۶/۵۰ft)
- پهنای بال: ۹/۰۹۹ (۲۹/۸۵ft)
- ارتفاع: ۴٫۵۱۴ متر (۱۴/۸۰ft)
- وزن خالی: کیلوگرم ()
- وزن بارگیری: کیلوگرم ()
- پیشرانه: ×  IHI XF5-1 turbofans

 عملکرد 